# 拉沙佩勒圣安德烈
拉沙佩勒圣安德烈（法語：La Chapelle-Saint-André，法語發音：[la ʃapɛl sɛ̃.t‿ɑ̃dʁe]）是法国涅夫勒省的一个市镇，位于该省北部，属于克拉姆西区。

## 地理
拉沙佩勒圣安德烈（47°23'39"N, 3°20'40"E）面积27.15 平方千米，位于法国勃艮第-弗朗什-孔泰大區涅夫勒省，该省份为法国中部省份，北至约讷省，西北接卢瓦雷省，西接谢尔省，南至阿列省，东南接索恩-卢瓦尔省，东临科多尔省。
与拉沙佩勒圣安德烈接壤的市镇（或旧市镇、城区）包括：瓦尔济、乌当、库尔塞勒、科尔沃勒洛格约、诺安河畔昂特兰、默内斯特罗、默努。

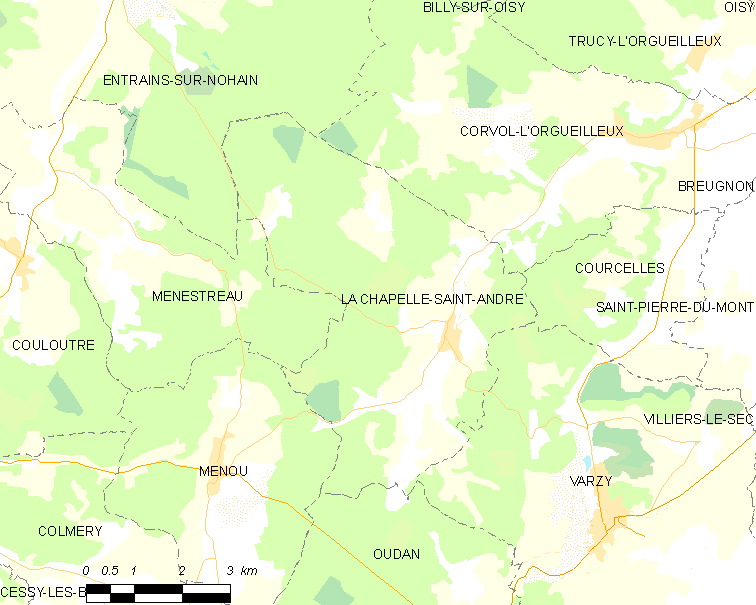
拉沙佩勒圣安德烈的OSM定位图

拉沙佩勒圣安德烈的时区为UTC+01:00、UTC+02:00（夏令时）。

## 行政
拉沙佩勒圣安德烈的邮政编码为58210，INSEE市镇编码为58058。

## 政治
拉沙佩勒圣安德烈所属的省级选区为克拉姆西县。

## 人口

1962-2008年间拉沙佩勒圣安德烈人口变化图示

拉沙佩勒圣安德烈于2022年1月1日时的人口数量为305人。